# Rosa sinobiflora
Rosa sinobiflora är en rosväxtart som beskrevs av Tsue Chih Ku. Rosa sinobiflora ingår i släktet rosor, och familjen rosväxter. Inga underarter finns listade i Catalogue of Life.